# العنصرية في تركيا

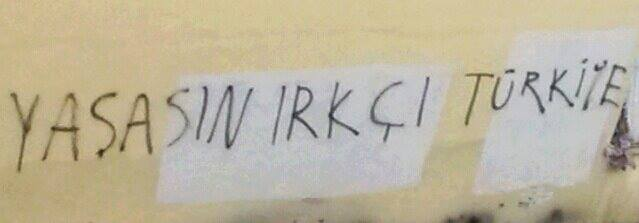
"عاشت العنصرية لتركيا" شعار رسمه أشخاص مجهولون على جدران كنيسة أرمنية في إسطنبول.

العنصرية في تركيا توجد في تركيا مظاهر من العنصرية والتمييز العرقي في مجتمعها وطوال تاريخها، وهذا التمييز العنصري والتمييز العرقي هو أيضاً مؤسسي ضد الأقليات غير المسلمة وغير السنية. ويظهر بشكل رئيسي في شكل مواقف وتصرفات سلبية من قبل الأتراك تجاه الأشخاص الذين لا يعتبرون عرقياً أتراكاً. هذا التمييز هو في الغالب تجاه الأقليات العرقية غير التركية مثل الأرمن والأشوريين واليونانيين والأكراد واليهود والزازا والعرب، وكذلك العداء تجاه الأقليات الإسلامية مثل العلويين والصوفيين والشيعة.

## معاداة الأرمن

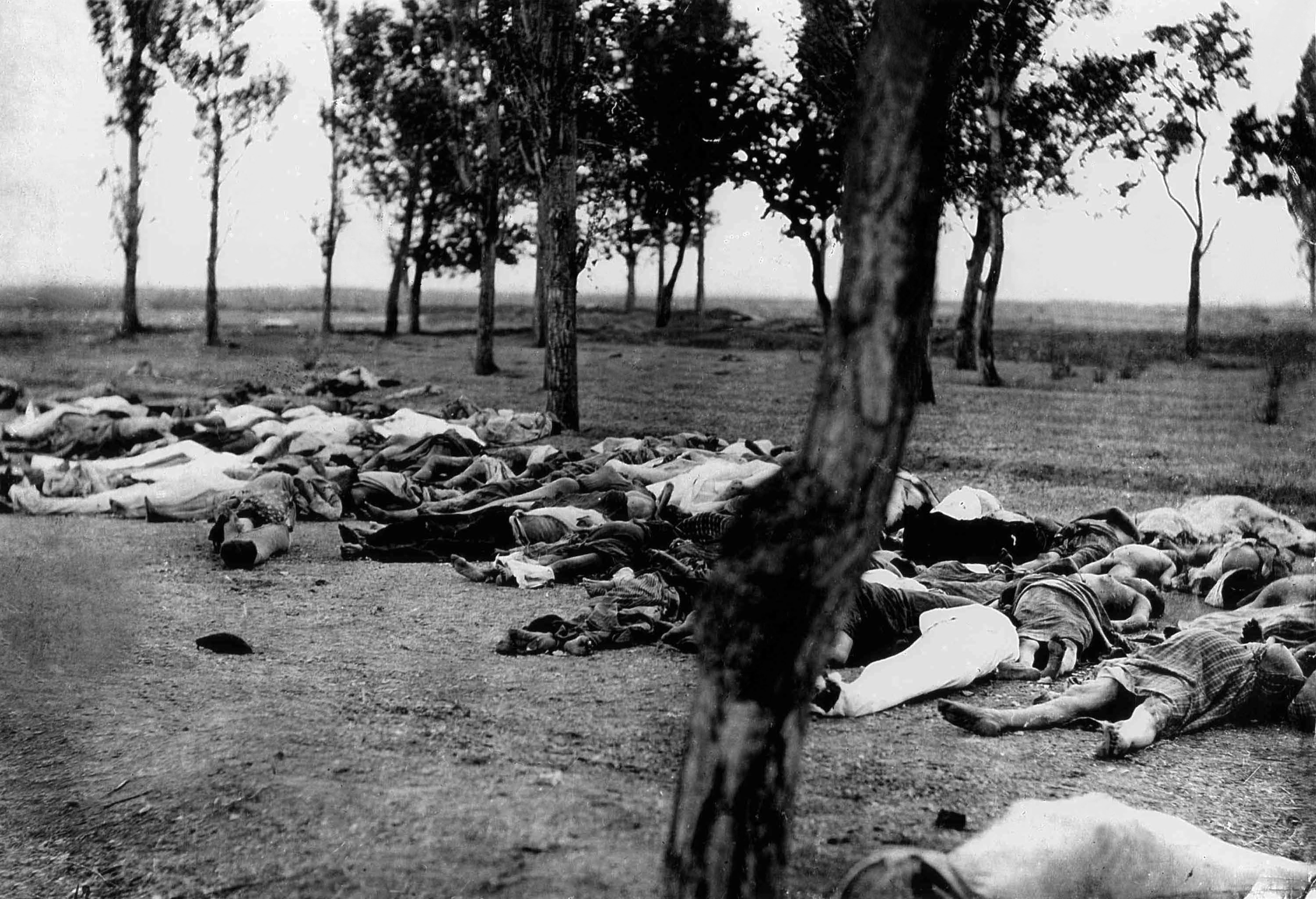
صورة تعود لأوائل القرن العشرين خلال مذابح الأرمن تظهر مجموعة من الأرمن القتلى.

على الرغم من أنه كان من الممكن للأرمن أن يحققوا ثروات في الدولة العثمانية، فقد تم منحهم منزلة كمواطنين من الدرجة الثانية، واعتبروا غريبين بشكل أساسي على الطابع الإسلامي للمجتمع العثماني. وفي عام 1895، أدت مطالب الإصلاح في أوساط الرعايا الأرمن في الدولة العثمانية إلى قرار من السلطان عبد الحميد الثاني لقمعهم مما أدى إلى المجازر الحميدية التي قُتل فيها 300 ألف أرمني. وفي عام 1909، أدت مذبحة الأرمن في مدينة أضنة إلى سلسلة من المذابح المعادية للأرمن في جميع أنحاء المنطقة، مما أدى إلى وفاة 20,000 إلى 30,000 أرمني. وخلال الحرب العالمية الأولى، ذبحت الحكومة العثمانية ما بين مليون إلى 1.5 مليون أرمني فيما عرف باسم الإبادة الجماعية للأرمن. ويرى العديد من الباحثين أن هذه الأحداث، تعتبر جزء من نفس سياسية الإبادة التي انتهجتها الدولة العثمانية ضد الطوائف المسيحية. لكن موقف الحكومة التركية الحالية، هو أن الأرمن الذين لقوا حتفهم كانوا ضحايا المصاعب المتوقعة للحرب، والإصابات التي استشهد بها مبالغ فيها، وأن أحداث عام 1915 لا يمكن اعتبارها إبادة جماعية. وقد تعرض هذا الموقف لانتقادات من قبل علماء الإبادة الدولية، ومن قبل 28 حكومة، والتي لديها قرارات تؤكد الإبادة الجماعية. ومن المعترف به على نطاق واسع أن مذابح الارمن تعتبر من جرائم الإبادة الجماعية الأولى في التاريخ الحديث،:177 ويشير الباحثون بذلك إلى الطريقة المنهجية المنظمة التي نفذت من خلالها عمليات قتل هدفها القضاء على الأرمن، وتعتبر مذبحة الأرمن ثاني أكبر قضية عن المذابح بعد الهولوكست. وكلمة الإبادة الجماعية قد صيغت من أجل وصف هذه الأحداث.
كانت حادثة العشرين فئة استخدمها الحكومة التركية لتجنيد الذكور من الأقليات غير التركية المكونة أساسًا من الأرمن واليونانين واليهود خلال الحرب العالمية الثانية. جميع الطبقات العشرين تتكون من الذكور من الأقليات العرقية الدينية، بما في ذلك الشيوخ والمرضى العقليين. ولم يُعطوا أية أسلحة، وفي كثير من الأحيان لم يرتدوا حتى الزي العسكري. تم جمع هؤلاء غير المسلمين في كتائب العمال حيث لم يتم تجنيد الأتراك. ويُزعم أنهم أجبروا على العمل في ظروف سيئة للغاية. كانت وجهة النظر السائدة والواسعة الانتشار هي أن الراغبين في المشاركة في الحرب العالمية الثانية، وبالتالي قامت تركيا بجمع جميع الرجال غير الأتراك غير الموثوق بهم والذين كان ينظر إليهم على أنهم «طابور خامس».
كانت ضريبة الثروة التركية عبارة عن ضريبة تركية فرضت على مواطني تركيا الأثرياء في عام 1942، وكان هدفها المعلن هو زيادة الأموال من أجل الدفاع عن البلاد في حالة الدخول في النهاية في الحرب العالمية الثانية. تم فرض ضرائب باهظة على المواطنين الأثرياء والتي استهدفت بشكل خاص المسيحيين واليهود الذين كانوا يسيطرون على جزء كبير من الاقتصاد التركي، وتم مصادرة عدد من مؤسساتهم واقفال مدارسهم مما أدى لهجرة عدد كبير من المسيحيين واليهود. ومن الشائع أنّ السبب الكامن وراء الضرائب تكبد الخسائر المالية على الأقليات الدينيّة من المسيحيين واليهود في تركيا، وإنهاء سيطرتهم على اقتصاد البلاد. ونقل الأصول الماليّة لغير المسلمين إلى أيدي البرجوازية المسلمة. وتم اعتماد القانون من قبل البرلمان التركي في 11 نوفمبر 1942. وكانت الضريبة مفروضة على الأصول الثابتة، مثل العقارات، وعلى ملاك المباني وسماسرة العقارات والشركات والمؤسسات الصناعية لجميع المواطنين، بما في ذلك الأقليات. ومع ذلك، لم يكن الذين عانوا أشد المعاناة من المسلمين بل من اليهود واليونانيين والأرمن والشوام، الذين كانوا مسيطرين على جزء كبير من الاقتصاد، بالرغم من أن الأرمن كانوا هم الأكثر دفعًا للضريبة.
بعض الصعوبات التي تواجهها حالياً الأقلية الأرمنية في تركيا هي نتيجة لموقف معادٍ للأرمن من قبل الجماعات القومية المتطرفة مثل تنظيم الذئاب الرمادية. ووفقا لمجموعة حقوق الأقلية، في حين أن الحكومة تعترف رسمياً بالأرمن كأقليات ولكن عندما تستخدم المصطلح في الأماكن العامة، يُشير هذا المصطلح إلى وضع مواطنين من الدرجة الثانية. غالباً ما يستخدم مصطلح «أرمني» في تريكا كإهانة وقد تمت مقاضاة عدة أشخاص بسبب وصفهم شخصيات عامة وسياسيين على هذا النحو.

## معاداة الآشوريين

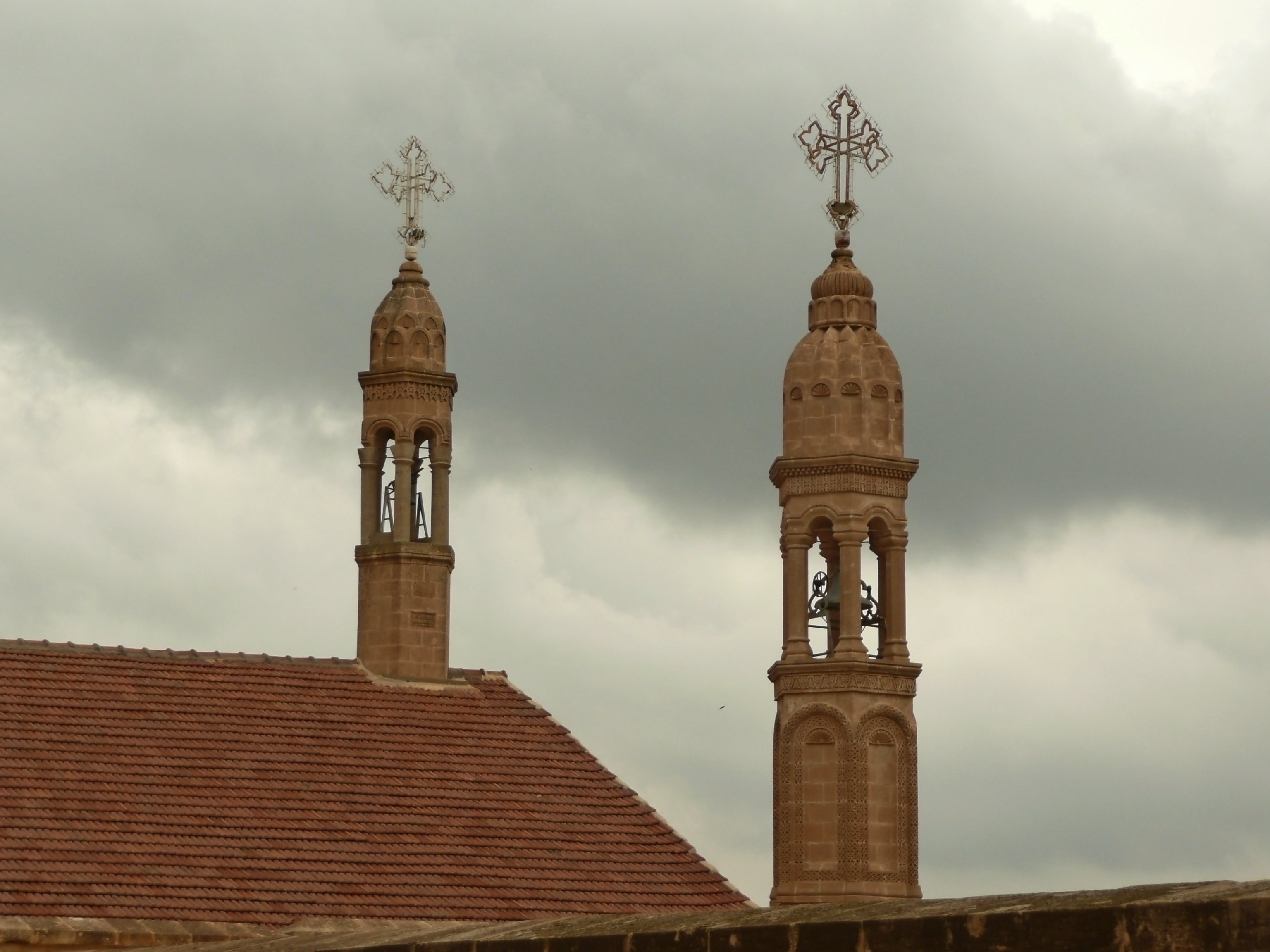
دير مار كبرئيل، يتعرض الدير بين الحين والآخر لمضايقات من الحكومة التركية.

بقيام الحرب العالمية الأولى وتحالف بعض الأرمن مع الروس ضد الدولة العثمانية قرر قادتها تغيير ديمغرافية شرق الأناضول بترحيل وقتل سكانها المسيحيون. وابتداء من ربيع 1915 هوجمت قرى حكاري من قبل العشائر الكردية المتحالفة مع العثمانيين فقتل الآلاف ونزح الباقون إلى أورميا الواقعة تحت النفوذ الروسي حينها، كما قام العثمانيون بمهاجمة قرى ومدن ولاية ديار بكر وخاصة سعرت وآمد فقتل معظم السريان والكلدان بها. وفي خريف 1915 تمت مهاجمة قرى طور عابدين وقتل وتهجير السريان بها. لا توجد إحصائيات دقيقة للعدد الكلي للضحايا، غير أن الدارسين يقدرون أعداد الضحايا السريان/الآشوريين بين 250,000 إلى 500,000 شخص.
استمر التمييز بشكل جيد في الجمهورية التركية المشكلة حديثًا. في أعقاب ثورة الشيخ سعيد، تعرضت الكنيسة السريانية الأرثوذكسية لمضايقات من قبل السلطات التركية، على أساس أن بعض الآشوريين تعاونوا مع الأكراد المتمردين. وخلال سنوات 1990 عقب المواجهات بين الجيش التركي والأكراد هاجر الآلاف من المسيحيين من منطقة طور عبدين وهي معقل تاريخي للكنيسة السريانية الأرثوذكسية، حيث تمركزت بطريركيتها إلى أن ارتفعت حدة التوترات مع الجمهورية التركية، ما دفعها إلى الانتقال إلى سوريا عام 1933. ونجا نحو 50,000 شخص من مذابح المسيحيين في الاناضول خلال الحرب العالمية الأولى، حيث لقي الشعب السرياني والأرمن المصير ذاته. أما حالياً، لم يبق في طور عبدين سوى 3,000 مسيحي سرياني،
دعا البرلمان الألماني تركيا إلى حماية حقوق الأقليات، وإلى احترام حرية الدين والمعتقد، وضمان حقوق السريان الأتراك، وذلك على خلفية نزاع دير مار كبرئيل في مديات والحكومة التركية، قررت المحكمة العليا التركية في 27 كانون الثاني 2011 منح معظم أراضي الدير، والتي امتلكها الدير لمدة 16 قرن، للحكومة التركية بحجة كونها باشجار تخضع لقانون حماية التشجير. ويعتقد أن الحكومة ستقوم بتوزيعها على مستوطنين أكراد كانوا قد استولوا عليها منذ سنة 2008.

## معاداة اليونانيين

أتراك يهاجمون مجمعات يونانية خلال بوغروم إسطنبول.

كان الأتراك الشبان قلقين بشكل خاص من انتشار الولاء للفكر اليوناني من مناطق غرب الأناضول والبحر الأسود إلى وسط الأناضول نظراً لأن اليونانيين في ذلك الوقت كانوا أقوى من الأتراك اقتصاديًا وأكثر علمًا، وكانت هناك أقلية أخرى ضمن الدولة العثمانية تتمتع بموارد مالية وهم الأرمن. كان الأتراك الشبان يعتقدون أن هاتين الفئتين المسيحيتين تهددان وجود وسلطة الدولة، وأن وجودهما نتيجة مباشرة لتسامح الحكومات العثمانية السابقة. ورأى الأتراك الشبان أنه، في ظل نفوذ الألمان، فإن الأقليات المسيحية التي تتحول ببطء إلى قوة اقتصاديَّة وسياسيَّة ستسيطر في نهاية المطاف على الدولة. بعد حرب البلقان الثانية والتي انتهت في عام 1913، اتخذ قرار بالقضاء على كل العناصر المسيحية في المجتمع العثماني ومصادرة ثرواتها، وتم تطبيق خطة ممنهجة لتحقيق هذا الهدف. ومع قرب خريف عام 1913 بدأت تتشكل ميليشيات محلية. وقامت حكومة تركيا الفتاة الوريثة للإمبراطورية العثمانية بتحريض أعمال العنف ضد الأقليّة اليونانية البنطية في البنطس وغيرها من المناطق التي تقطنها الأقليات الإغريقية. تضمنَّت الحملة مذابح، وعمليات نفي من المناطق التي تقطنها الأقلية اليونانية وتضمنت عمليات النفي حملات قتل واسعة ضد هذه الأقليات. كان عدد الضحايا وفقًا للمصادر حوالي النصف مليون.
وقّعت اتفاقية التبادل السكاني بين اليونان وتركية 1923 بين الحكومتين التركيّة واليونانيّة في مدينة لوزان السويسريّة في الثلاثين من كانون الأول 1923، وتضمنت تقريباً نقل مليوني شخص مليون ونصف منهم مسيحيين كانوا يعيشون في تركيا ونصف مليون مسلم كانوا يعيشون في اليونان، أغلبهم هُجّر بالقوّة وبشكل قانوني من أوطانهم. يذكر أن تبادل السكان أثّر بشكل سلبي على الطبقة البرجوازية في تركيا، حيث شكل المسيحيين نسبة هامة من الطبقة البرجوازية. ومنعت الإجراءات الحصرية التركية القومية، مثل قانون برلماني عام 1932، المواطنين اليونانيين الذين يعيشون في تركيا من العمل في 30 مهنة منها مهنة الخياطة والنجارة والطب والقانون والعقارات. واستهدفت ضريبة الثروة التركية المفروضة في عام 1942 على السكان اليونانيين أيضًا من أجل تقليل الإمكانات الاقتصادية لرجال الأعمال اليونانيين في تركيا.
في الفترة من 6 إلى 7 سبتمبر 1955 تم تنظيم أعمال شغب مناهضة لليونانيين في إسطنبول من قبل مجموعة تابعة للجيش التركي، وقد بدأت الأحداث من خلال الأخبار التي أفادت بأن القنصلية التركية في سالونيكي، وأن المنزل الذي ولد فيه مصطفى كمال أتاتورك في عام 1881 قد تم قصفه في اليوم السابق. وقامت الشرطة بتفجير قنبلة زرعها تركي في القنصلية، وتم اعتقاله واعترافه في وقت لاحق. كانت الصحافة التركية التي تنقل الأخبار في تركيا صامتة بشأن الاعتقال، وبدلاً من ذلك أوحت بأن اليونانيين قد أطلقوا القنبلة. ورغم أن الغوغاء لم يدعوا صراحة إلى قتل اليونانيين، فقد مات أكثر من عشرة أشخاص أثناء المذبحة أو بعدها نتيجة للضرب والحرق. تضرر أيضاً كل من اليهود والأرمن والشوام اللاتين. وبالإضافة إلى الأهداف التجارية، استهدف الغوغاء الممتلكات التي تمتلكها أو تديرها بطريركية القسطنطينية المسكونية. وتم تخريب أو إحراق أو إتلاف 73 كنيسة وحوالي 23 مدرسة، بالإضافة إلى ثلاثة أديرة. وأدت المذبحة في تسريع الهجرة لليونانيين من تركيا، ومن ومنطقة إسطنبول على وجه الخصوص. وانخفض عدد السكان اليونانيين في تركيا من 119,822 نسمة في عام 1927، إلى حوالي 7,000 في عام 1978. وفي إسطنبول وحدها، انخفض عدد المواطنين ذوي الأصول اليونانية من 65,108 إلى 49,081 بين عام 1955 وعام 1960.
لا تزال الأقلية اليونانية تواجه مشاكل تتعلق بالتعليم وحقوق الملكية. وبحسب قانون عام 1971 حول المدارس الثانوية الدينية، أغلق معهد هالكي في جزيرة هيبيلي في إسطنبول والذي كان يدرب رجال الدين الأرثوذكس منذ القرن التاسع عشر. وكان الغضب الأخير هو تخريب المقبرة اليونانية في إمبروس في 29 أكتوبر من عام 2010. في هذا السياق، ما زال يتم الإبلاغ عن المشاكل التي تؤثر على الأقلية اليونانية في جزر إمبروس وتيندوس إلى المفوضية الأوروبية. واعتباراً من عام 2007، صادرت السلطات التركي حوالي 1,000 من غير المنقولات من 81 منظمة يونانية وكذلك من أفراد من المواطنين من ذوي الأصول اليونانية. من ناحية أخرى، قدمت المحاكم التركية شرعية قانونية للممارسات غير القانونية من خلال الموافقة على القوانين والسياسات التمييزية التي تنتهك الحقوق الأساسية التي كانت مسؤولة عن حمايتها. ونتيجة لذلك، بدأت مؤسسات المجتمع اليوناني في تقديم الشكاوى بعد عام 1999 عندما تم الإعلان عن ترشيح تركيا للاتحاد الأوروبي. ومنذ عام 2007 صدر الحكم الأول في قضية رفعتها مؤسسة كلية الفنار اليونانية الأرثوذكسية، وكان القرار هو أن تركيا انتهكت المادة الأولى من البروتوكول رقم واحد من الاتفاقية الأوروبية لحقوق الإنسان، والتي ضمنت حقوق الملكية.

## معاداة اليهود

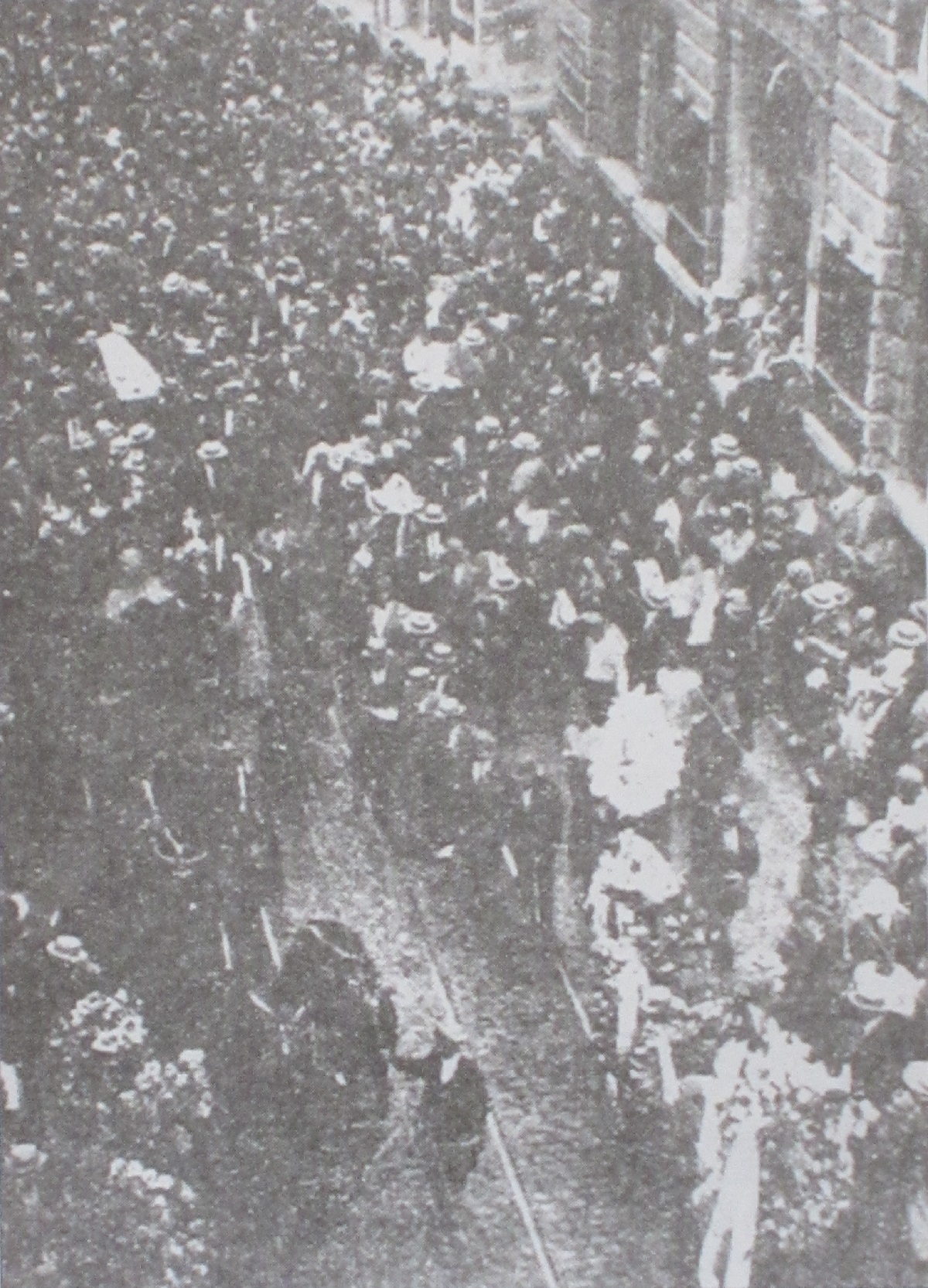
مسيرة جنازة إلزا نيجو.

في عقد 1930، تم تشكيل مجموعات تنشر مجلات معادية للسامية. نشر الصحفي سيفات رافات أتيلهان مجلة في إزمير تسمى أنادولو والتي احتوت على كتابات معادية للسامية. وعندما كان المنشور محظوراً، ذهب أتيلهان إلى ألمانيا وقابله يوليوس شترايخر لعدة أشهر. وتم نشر مقال في دير شتورمر حول سيفات رافات أتيلهان في 18 أغسطس من عام 1934. وعند عودته إلى تركيا، بدأ أتيلهان في إنشاء مجلة ميلي إنقلاب والتي تشبه إلى حد بعيد مجلة دير شتورمر. وبالتالي، يقال إن الكثير من النظريات المعادية للسامية في تركيا تنبع من الكثير من الآراء والمواد التي أخذها أتيلهان من ألمانيا.
كانت قضية قضية إلزا نيجو حدثًا يتعلق بقتل فتاة يهودية في تركيا تُدعى إلزا نيجو في عام 1927. كانت إلزا نيجو تعمل كاتبة على الآلة الكاتبة في شركة التأمين الوطنية التركية. وأثناء قضائها العطلة في جزيرة هيبلي، وقع في غرامها تركي مسلم يدعى عثمان بك. وكان عثمان بك يكبر إلزا بثلاثين عامًا، وقد تعقبها في جميع أنحاء الجزيرة. وفي حالة من اليأس، قطعت إلزا إجازتها وعادت إلى منزلها. ومع الوقت، خطبت إلزا إلى يهودي زميل لها في العمل. واستشاط عثمان بك غضبًا من هذه الخطوبة وقام بملاحقة إلزا نيجو وطعنها بسكين حتى الموت. وخلال الجنازة، نظمت مظاهرة معارضة للحكومة التركية التي خلقت رد فعل معاديًا للسامية في الصحافة التركية. وتم القبض على تسعة متظاهرين على الفور بتهمة الإساءة إلى «الهوية التركية».
كان قانون إعادة التوطين لعام 1934 سياسة اعتمدتها الحكومة التركية التي نصت على المبادئ الأساسية للهجرة. وعلى الرغم من أن قانون التسوية كان من المتوقع أن يعمل كأداة لتكديس جموع المواطنين غير الناطقين بالتركية، إلا أنه ظهر على الفور على أنه تشريع أثار أعمال شغب ضد غير المسلمين، كما يتضح في مذبحة تراقيا في عام 1934 ضد اليهود في مباشرة بعد مرور القانون. مع إصدار القانون في 14 يونيو من عام 1934، بدأت مذبحة تراقيا بعد إسبوعين بقليل، وذلك في 3 يوليو. بدأت الأحداث والتي سعت لإجبار سكان المنطقة غير المسلمين على الرحيل لأول مرة في جنق قلعة، حيث تلقى اليهود رسائل غير موقعة تخبرهم بمغادرة المدينة، ثم تصاعدت إلى حملة معادية للسامية شملت المقاطعة الاقتصادية والاعتداءات اللفظية وكذلك العنف الجسدي ضد اليهود. ويقدر أنه من بين ما بين 15,000 إلى 20,000 يهودي عاشوا في المنطقة، هرب أكثر من نصفهم إلى إسطنبول خلال الأحداث وبعدها.
في 6 سبتمبر 1986 فتح مسلحون النار أثناء خدمة السبت في كنيس نيف شالوم بمنطقة بايوغلو في إسطنبول مما أسفر عن مقتل 22 شخصا. يعزى هذا الهجوم إلى الناشط الفلسطيني أبو نضال. وفي 16 نوفمبر 2003 تعرض كنيس نيف شالوم لأحد الهجمات الأربع المفخخة التي وقعت في إسطنبول في ذلك اليوم (انظر تفجيرات إسطنبول 2003). على الرغم من أن جماعة مقاتلة تركية محلية وهي جبهة غزاة الإسلام الشرقية العظمى أعلنت مسؤوليتها عن الهجمات فقد زعمت الشرطة أن التفجيرات «متطورة جدا من قبل تلك الجماعة» وفقا لما ذكره مصدر حكومي إسرائيلي رفيع المستوى: «يجب أن يكون الهجوم منسقا على الأقل مع المنظمات الإرهابية الدولية».
في عام 2015، بثت قناة إخبارية تابعة لأردوغان فيلمًا وثائقيًا مدته ساعتين بعنوان «العقل المدبر» (وهو المصطلح الذي ذكره أردوغان للجمهور قبل بضعة أشهر)، والذي أشار بقوة إلى أنه «عقل اليهود» والذي «يحكم العالم، ويحرق، ويدمر، ويتضورء جوعاً، ويشن الحروب، وينظم الثورات والانقلابات، وينشئ دولاً داخل الدول».
وفقاً لدراسة قامت بها رابطة مكافحة التشهير 71% من البالغين الأتراك «لديهم وجهات نظر معادية للسامية».

## معاداة الأكراد
لدى الأكراد تاريخ طويل من التمييز والمذابح التي ارتكبتها ضدهم الحكومة التركية. ومن أهم هذه الحوادث تمرد درسيم، حيث حسب تقرير رسمي للمفتشية العامة الرابعة، قتل 13,160 مدنياً على يد الجيش التركي، وتم ترحيل 11,818 شخصاً إلى المنفى، وقاموا بإخلاء المقاطعة في عام 1937 حتى عام 1938. وقتل العديد من رجال القبائل بالرصاص بعد الاستسلام، وتم حجز النساء والأطفال في السجن ومن ثم افتعال حريق. وفقاً لماكدويل، قتل 40,000 شخص. في حين وفقاً لمصادر الشتات الكردي، قتل أكثر من 70,000 شخص.